# Dmitri Alexandrowitsch Bilenkin
Dmitri Alexandrowitsch Bilenkin (russisch Дмитрий Александрович Биленкин; * 21. September 1933 in Moskau; † 28. Juli 1987 ebenda) war ein sowjetischer Geochemiker und Schriftsteller.

## Leben
Bilenkin studierte Geologie an der Moskauer Staatlichen Universität und arbeitete anschließend 1958/59 als Geochemiker in Sibirien und Zentralasien. Ab 1959 verfasste er journalistische und populärwissenschaftliche Texte für die Komsomolskaja Prawda, dann für die Zeitschrift Wokrug Sweta (Вокруг света), deren Wissenschaftsredakteur er später war. 1958 erschien in der Zeitschrift Technika – molodjoschi (Техника – молодёжи) seine erste Science-Fiction-Kurzgeschichte, der zahlreiche weitere folgten, in Anthologien sowie in Zeitschriften wie der Komsomolskaja Prawda, der Pionerskaja Prawda (Пионерская правда) und dem Uralski Sledopyt (Уральский следопыт). Ab 1967 erschienen mehrere Sammelbände seiner Kurzgeschichten und mehrere populärwissenschaftliche Bücher (u. a. Der Streit über den rätselhaften Planeten, 1969, und Der Weg des Denkens).
Hauptthemen seiner geradlinig erzählten Geschichten waren anfangs technologische Gedankenexperimente sowie der Kontakt mit außerirdischen Zivilisationen; in den 1970ern und 1980ern beschäftigte er sich zunehmend mit Fragen der Ökologie. Mit dem von 1967 bis 1985 veröffentlichten Polynow-Zyklus (gesammelt erschienen 1987) schuf er zudem eine der ersten sowjetischen Space Operas.
Außerdem schrieb Bilenkin unter dem gemeinsamen Pseudonym Pawel Bagrjak mit seinen Schriftstellerkollegen Pawel Bunin, Waleri Agranowski, Jaroslaw Golowanow, Wiktor Komarow und Wladimir Gubarew von 1966 bis 1972 drei Kriminalromane und mehrere Kurzgeschichten. Zwei dieser Geschichten wurden später verfilmt: Der Abtrünnige (Отступник, 1987, Regie: Waleri Rubintschik) und Фирма приключений (1991, Regie: Igor Wosnessenski).
Nach einem 1983 erlittenen Herzinfarkt kämpfte Bilenkin mit gesundheitlichen Problemen und starb schließlich im Alter von 53 Jahren während eines chirurgischen Eingriffs. Er gilt als einer der wichtigsten sowjetischen Science-Fiction-Autoren. Seine Werke wurden unter anderem ins Englische, Französische und Deutsche übersetzt. Postum erhielt er 1988 bei der Aelita-Preisverleihung den Iwan-Jefremow-Preis.

## Werke
Kurzgeschichtensammlungen:
- Марсианский прибой: Повести и рассказы (= Marsbrandung). Molodaja Gwardija, Moskau 1967/1968
- Ночь контрабандой (= Geschmuggelte Nacht). Molodaja Gwardija, Moskau 1971
- Проверка на разумность (= Intelligenztest). Molodaja Gwardija, Moskau 1974
- Снега Олимпа (= Schnee des Olympus). Molodaja Gwardija, Moskau 1980
- Лицо в толпе (= Gesicht in der Masse). Molodaja Gwardija, Moskau 1985
- Сила сильных (= Die Stärke der Starken). „Detskaja Literatura“, Moskau 1986
- Приключения Полынова (= Die Abenteuer Polynows). „Snanije“, Moskau 1987

Auswahlbände auf Deutsch und Englisch:
- Der Intelligenztest. Volk und Welt, Berlin (DDR) 1978
- The Uncertainty Principle. Macmillan, New York 1978, ISBN 0-02-510770-4.
  - deutsche Ausgabe: Das Unsicherheits-Prinzip. (aus dem Englischen von Gustaf Beindorf), Heyne SF&F 4067, Heyne, München 1984, ISBN 3-453-31012-8.
- Die unsichtbare Waffe. Volk und Welt, Berlin 1987, ISBN 3-353-00141-7.

In Anthologien:
- Fremde Augen (Чужие глаза). In: Hannelore Menke (Hrsg.): Fluchtversuch. Phantastische Erzählungen. Volk und Welt, Berlin (DDR) 1976
- Was nicht war (То, чего не было). In: Reinhard E. Fischer (Hrsg.): Das elektronische Glück. Phantastische Erzählungen aus der Sowjetunion. Das Neue Berlin, Berlin (DDR) 1982, 1988[2]
- Seien Sie doch kein Mystiker! (Не будьте мистиком!), (übersetzt von Winfried Petri).  In: Wolfgang Jeschke (Hrsg.): Science Fiction Story Reader 17. Heyne SF&F 3860, München, 1982, ISBN 3-453-30746-1
- Die Schattenseite der Vollkommenheit. (Tень совершенства), (übersetzt von Winfried Petri).  In: Wolfgang Jeschke (Hrsg.): Science Fiction Story Reader 20. Heyne SF&F 3995, München, 1983, ISBN 3-453-30931-6
- Irdische Lockspeisen. (Земные приманки, 1974), (übersetzt von Anna Kienpointer). In: Wolfgang Jeschke (Hrsg.): Das digitale Dachau. Heyne SF&F 4161, München, 1985, ISBN 3-453-31116-7
- Zum Fliegen geschaffen. (Создан, чтобы летать, 1980), (übersetzt von Anna Maria Kienpointer). In: Wolfgang Jeschke (Hrsg.): Venice 2. Heyne SF&F 4199, München, 1985, ISBN 3-453-31174-4

als Pawel Bagrjak
- Otstupnik, verfilmt 1987 als Der Abtrünnige und Der Doppelgänger
- Kidnapped für den Mars. Eine phantastische Kriminalgeschichte. (übersetzt von Günter Jäniche), Verlag Neues Leben, Berlin 1991, ISBN 3-355-01025-1